# صدفک‌واران
صدفک‌واران (نام علمی: Cocculinoidea) نام یک بالاخانواده از راسته باستان‌شکم‌پاسانان است.